# NGC 2924
NGC 2924 (również PGC 27253) – galaktyka eliptyczna (E), znajdująca się w gwiazdozbiorze Hydry. Odkrył ją John Herschel 12 lutego 1836 roku.